# Cadre-47/2-Europameisterschaft 1960

Logo CEB (ausrichtender Verband)

Veranstaltungsort: Tours

Die Cadre-47/2-Europameisterschaft 1960 war das 24. Turnier in dieser Disziplin des Karambolagebillards und fand vom 4. bis zum 7. Februar 1960 in Tours, im französischen Département Indre-et-Loire statt. Es war die vierte Cadre-47/2-Europameisterschaft in Frankreich (bzw. Algerien).

## Geschichte
Seine damalige Überlegenheit demonstrierte Emile Wafflard, trotz einer Niederlage mit 192:400 in acht Aufnahmen gegen den Franzosen Jean Galmiche, mit dem dritten Titelgewinn in Serie. Der niederländische Meister  Tini Wijnen, der erstmals an einer Cadre 47/2-EM teilnahm, wurde aufgrund des besseren GD's Zweiter. Der Dritte Jacques Grivaud zeigte auch eine gute Leistung. Er hatte die Möglichkeit, Vervest zu schlagen, nur knapp vergeben, um in eine Stichpartie gegen Wafflard zu gelangen. Diesmal nur Fünfter wurde der Düsseldorfer Siegfried Spielmann.

## Turniermodus
Hier wurde im Round Robin System bis 400 Punkte gespielt. Es wurde mit Nachstoß gespielt. Damit waren Unentschieden möglich.
Bei MP-Gleichstand (außer bei Punktgleichstand beim Sieger) wird in folgender Reihenfolge gewertet:
1. MP = Matchpunkte
2. GD = Generaldurchschnitt
3. HS = Höchstserie

## Abschlusstabelle
| MP    | Match Points (Sieger = 2; Unentschieden = 1; Verlierer = 0) |
| Pkte. | Erzielte Karambolagen                                       |
| Aufn. | Benötigte Versuche                                          |
| GD    | Generaldurchschnitt                                         |
| BED   | Bester Einzeldurchschnitt eines Spielers                    |
| HS    | Höchstserie                                                 |
|       | Bester GD des Turniers                                      |
|       | Bester ED des Turniers                                      |
|       | Beste HS des Turniers                                       |
|       | 1. Platz (Gold)                                             |
|       | 2. Platz (Silber)                                           |
|       | 3. Platz (Bronze)                                           |

| Platz                      | Name                | MP   | Pkte. | Aufn. | GD    | BED    | HS  |
| -------------------------- | ------------------- | ---- | ----- | ----- | ----- | ------ | --- |
| 1                          | Emile Wafflard      | 12:2 | 2592  | 47    | 55,14 | 200,00 | 360 |
| 2                          | Tini Wijnen         | 10:4 | 2561  | 71    | 36,07 | 66,66  | 265 |
| 3                          | Jacques Grivaud     | 10:4 | 2631  | 102   | 25,79 | 33,33  | 147 |
| 4                          | Joseph Vervest      | 8:6  | 1880  | 79    | 23,79 | 50,00  | 216 |
| 5                          | Siegfried Spielmann | 6:8  | 1953  | 76    | 25,69 | 50,00  | 168 |
| 6                          | Jean Galmiche       | 6:8  | 2114  | 91    | 23,23 | 50,00  | 241 |
| 7                          | Kees de Ruijter     | 4:10 | 2014  | 84    | 23,97 | 28,57  | 173 |
| 8                          | Marcel Rosselet     | 0:14 | 1451  | 92    | 15,77 | –      | 151 |
| Turnierdurchschnitt: 26,78 |                     |      |       |       |       |        |     |